# Comité Olímpico Uruguayo
Das Comité Olímpico Uruguayo (COU) ist das Nationale Olympische Komitee in Uruguay.
Das COU hat in seiner Satzung festgehalten, dass es eine autonome und nicht auf Gewinnerzielung ausgerichtete Organisation ist. Das COU vertritt die Interessen des Sportes des Staates Uruguay gegenüber dem Internationalen Olympischen Komitee (IOC), der Organización Deportiva Panamericana (ODEPA) und der Organización Deportiva Suramericana (ODESUR).

## Geschichte

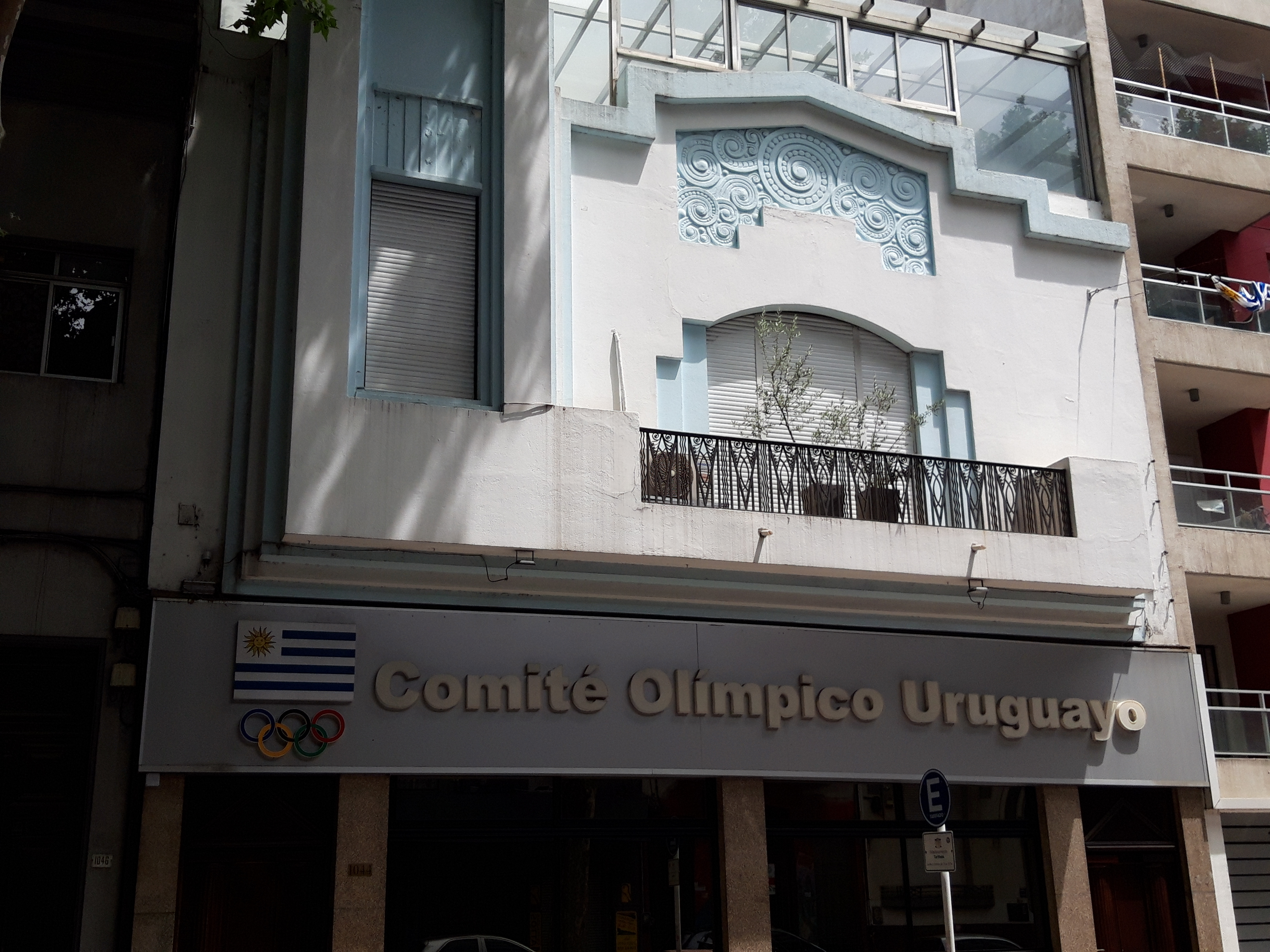

Die Organisation wurde am 27. Oktober 1923 gegründet. Erster Vorsitzender war Francisco Ghigliani. Erstmals nahm Uruguay an den Olympischen Spielen 1924 in Paris mit einer aus 25 Sportlern bestehenden Delegation teil.

## Mitgliedsverbände
Dem COU gehören 33 Mitgliedsverbände an. Dies sind im Einzelnen:
| - Confederación Atlética del Uruguay - Federación Uruguaya de Basketball - Federación Uruguaya de Bochas - Federación Uruguaya de Boxeo - Asociación Uruguaya de Bowling - Federación Uruguaya de Canotaje - Federación Ciclista Uruguaya - Federación Uruguaya de Deportes Ecuestres - Federación Uruguaya de Esgrima - Asociación Uruguaya de Fútbol - Federación Uruguaya de Fútbol de Salón - Federación Uruguaya de Gimnasia - Federación Uruguaya de Handball - Federación Uruguaya de Hockey sobre Césped - Federación Uruguaya de Judo - Confederación Uruguaya de Karate - Federación Uruguaya de Levantamiento de Potencia | - Federación Uruguaya de Lucha Amateur - Federación Uruguaya de Natación - Federación Uruguaya de Patín y Hockey - Federación Uruguaya de Pelota - Federación Uruguaya de Pentahlon Moderno - Federación Uruguaya de Pesas - Federación Uruguaya de Remo - Unión de Rugby del Uruguay - Federación Uruguaya de Taekwondo - Asociación Uruguaya de Tenis - Federación Uruguaya de Tenis de Mesa - Federación Uruguaya de Tiro - Federación Uruguaya de Tiro con Arco - Unión de Triathlon del Uruguay - Federación Uruguaya de Voleibol - Yacht Club Uruguayo |

## Präsidium
Präsident des COU ist seit 1987 Julio César Maglione. Zuletzt wurde er im Jahr 2012 für eine bis 2016 währende Amtszeit wiedergewählt. Das Stellvertreter-Gremium setzt sich seither aus den folgenden Vizepräsidenten zusammen: Erster Vizepräsident Jorge Rosales (Fechten), Generalsekretär Washington Beltrán (Schwimmen), Ignacio Aloise (Judo), Gustavo Coll (Segeln), Marcello Filipeli (Pelota), Julio Lezama (Gewichtheben), Sergio Menéndez (Karate), Federico Moreira (Radsport), Julio Noveri (Handball), Schatzmeister Julio Pérez (Volleyball) und Fernando Ucha (Rudern).

## Ehemalige Präsidenten
- 1923 bis 1936: Francisco Ghigliani
- 1938 bis 1939: Isaac Díaz (vermutlich, nicht gesichert)
- 1940: Héctor Payssé Reyes
- 1945 bis 1976: Héctor Payssé Reyes
- 1976 bis 1987: José Vallarino Veracierto[6]